# 5 (tal)
 For alternative betydninger, se 5 (flertydig). (Se også artikler, som begynder med 5)
5 (Fem) er:
- Det naturlige tal efter 4, derefter følger 6
- Et heltal
- Et ulige tal
- Et primtal, specielt et fermatprimtal (F1 = 2²+1), et pythagoræisk primtal (4×1 + 1 = 22 + 12) og et fakultetsprimtal (3! – 1) (desuden primtalstvilling til både 3 og 7)
- Det 5. i rækken af Fibonaccis tal
- Det 2. pyramidetal (summen af de to første kvadrattal: 12+22=5)
- Et defektivt tal

Det danske ord "fem" deler etymologi med de andre indoeuropæiske sprogs ord for det samme, og det er beslægtet med ordet "finger". Måske betød det engang fingrene.
Romertallet for fem er V.

## Kemi
- Grundstoffet bor har atomnummer 5

## Astronomi
- Månerne om en given planet, ud over Jordens egen måne, er traditionelt blevet tildelt romertal: På den måde har Jupitermånen Amalthea, Saturnmånen Rhea, Uranus-månen Miranda og Neptun-månen Despina alle fået romertallet V.

## Andet
Og der er:
- 5 fingre på en menneskehånd
- 5 i en kvintet
- 5 permanente medlemmer af FN's sikkerhedsråd
- 5 tæer på en menneskefod
- 5 sider i en pentagon
- 5 sanser: Syns-, høre-, lugte-, smags- og følesansen
- 5 sider på en pyramide

- I stelnumre er 5 VIN-kode for modelår 2005.

- Wikimedia Commons har flere filer relateret til 5 (tal)

| Matematik | Spire Denne artikel om matematik er en spire som bør udbygges. Du er velkommen til at hjælpe Wikipedia ved at udvide den. |